# Lourdes Ciuró
Lourdes Ciuró i Buldó, née le 3 juin 1971, est une femme politique espagnole, membre de la Convergence démocratique de Catalogne (CDC) puis d'Ensemble pour la Catalogne.

## Biographie

### Profession
Lourdes Ciuró est titulaire d'une licence en droit par l'Université autonome de Barcelone. Elle est avocate et exerce dans son propre cabinet de 1994 à 2011. Elle est spécialisée en droit civil immobilier et en droit familial. Depuis, elle fait partie de l'Illustre bureau des avocats de Barcelone et de Sabadell.

### Activités politiques
Elle milite au sein de Convergence démocratique de Catalogne à partir de 2003 et est membre de son conseil national. De 2007 à 2011 et depuis 2019, elle est conseillère municipale de Sabadell.
Le 20 novembre 2011, elle est élue députée pour Barcelone au Congrès des députés et réélue en 2015 et 2016.
Elle rejoint le parti Ensemble pour la Catalogne (Junts) en 2020. Elle est conseillère à la Justice dans le gouvernement de Pere Aragonès entre le 26 mai 2021 et le 10 octobre 2022, date à laquelle Junts rompt la coalition avec ERC.